# Catholic Encyclopedia
Catholic Encyclopedia, også kendt som Old Catholic Encyclopedia eller Original Catholic Encyclopedia, er en engelsk encyklopædi, der blev udgivet i USA. Det første bind kom i marts 1907 og de sidste tre i 1912, efterfulgt af et indeks volumen og senere supplerende bind. Målet med Encyclopedia var "to give its readers full and authoritative information on the entire cycle of Catholic interests, action and doctrine" (dansk: at give læseren fuldstændig og autoritativ information om alt, som vedrører katolske interesser, handlinger og doktriner)
Catholic Encyclopedia blev udgivet af Robert Appleton Company, et forlag, der var stiftet i New York i februar 1905 med udgivelse af leksikonet som eneste formål. De fem medlemmer af Encyclopedias redaktionskomite var også i bestyrelsen for forlaget. I 1912 skiftede forlaget navn til The Encyclopedia Press. Forlaget udgav dette værk.